# تلیگ
تلیگ (به آلمانی: Tellig) یک شهر در آلمان است که در کوخم-تسل واقع شده‌است. تلیگ ۲۹۵ نفر جمعیت دارد.